# Лоликон
Лоликон (јап. ロリータ・コンプレックス []), романизован као рорикон, је сложеница фразе лолита комплекс. У Јапану овај израз описује сексуалну привлачност, или афинитет према девојчицама, или појединца који такву привлачност осећа. Изван Јапана тај израз се чешће употребљава за посебан жанр манге и аниме у којем се женски ликови са дечјим карактериситкама приказују у еротском контексту. Фраза упућује на Лолиту, роман руско-америчког књижевника Владимира Набокова, у којем је средовечни мушкарац сексуално опседнут дванаестогодишњом девојчицом. Еквивалентан израз за сексуализацију дечака је шотакон. Један део стручњака сматра да самим својим постојањем жанр лоликона представља злостављање деце, док се други део с тим не слаже. Неке државе су покушале законом да забране лоликон, као облик дечје порнографије.